# Kočín (Észak-plzeňi járás)
Kočín település Csehországban, az Észak-plzeňi járásban. Kočín Dolní Hradiště, Kopidlo, Kozojedy és Plasy településekkel határos. Lakosainak száma 112 fő (2024. január 1.).

## Népesség
A település lakosságának változását az alábbi diagram mutatja:
| Lakosok száma | 270  | 263  | 314  | 177  | 135  | 108  | 133  | 131  | 116  | 112  |
|               | 1869 | 1890 | 1921 | 1950 | 1980 | 2001 | 2017 | 2019 | 2022 | 2024 |